# 12. ročník předávání cen Amerického filmového institutu
12. ročník předávání cen Amerického filmového institutu 11. prosince 2011 ocenil nejlepších deset filmů a deset filmových programů.

## Nejlepší filmy
- Ženy sobě
- Děti moje
- Muži, kteří nenávidí ženy
- Černobílý svět
- Hugo a jeho velký objev
- J. Edgar
- Půlnoc v Paříži
- Moneyball
- Strom života
- Válečný kůň

## Nejlepší televizní programy
- Impérium – Mafie v Atlantic City
- Perníkový táta
- Larry, kroť se
- Hra o trůny
- Dobrá manželka
- Ve jménu vlasti
- Strážce pořádku
- Rozvedený se závazky
- Taková moderní rodinka
- Parks and Recreation